# Романо, Франческо
Франческо Романо (итал. Francesco Romano, 25 апреля 1960, Савьяно, Италия) — итальянский футболист, игравший на позиции полузащитника. Известен по выступлениям за клубы «Милан», «Наполи» и «Торино». Чемпион Италии. Обладатель Кубка Италии. Обладатель Кубка УЕФА. Двукратный обладатель Кубка Митропы.

## Клубная карьера
Воспитанник футбольной школы клуба «Реджина». Взрослую футбольную карьеру начал в 1977 году в основной команде того же клуба, провёл два сезона, приняв участие в 25 матчах чемпионата и забил 2 гола.
Своей игрой за эту команду привлёк внимание представителей тренерского штаба клуба «Милан», к составу которого присоединился в 1979 году. Сыграл за «россонери» следующие четыре сезона своей игровой карьеры. Большую часть времени, проведённого в составе «Милана», был основным игроком команды. За это время завоевал титул обладателя Кубка Митропы.
С 1983 по 1994 год играл в составе команд клубов «Триестина», «Наполи», «Торино» и «Венеция». В течение этих лет добавил в перечень своих трофеев титул чемпиона Италии, становился обладателем Кубка Италии, обладателем Кубка УЕФА (все в составе «Наполи»), обладателем Кубка Митропы (в составе «Торино»).
Завершил профессиональную игровую карьеру в нижнелиговом клубе «Палаццоло», за команду которого выступал на протяжении 1994—1995 годов.

## Выступления за сборную
В течение 1981—1982 годов привлекался в состав молодёжной сборной Италии. На молодёжном уровне сыграл в 2 официальных матчах.
В 1988 году вызывался в состав национальной сборной Италии, попал в заявку команды для участия в чемпионате Европы, однако ни одного матча в составе главной команды Италии не провёл.

## Титулы и достижения
- Чемпион Италии (1): «Наполи»:  1986/1987
- Обладатель Кубка Италии (1): «Наполи»: 1986/1987
- Обладатель Кубка УЕФА (1): «Наполи»: 1988/1989
- Обладатель Кубка Митропы (2): «Милан»:  1981/1982, «Торино»: 1991